# Castellania Coppi
Castellania Coppi (Castlanìa in dialetto tortonese, fino al 2019 Castellania) è un comune italiano di 84 abitanti della provincia di Alessandria in Piemonte, situato sulle colline alla destra orografica del fiume Scrivia.
Castellania è ritornato comune autonomo nel 1947 (D.L.P. N. 966 del 20 agosto 1947) dopo essere stato per 19 anni unificato al vicino comune di Carezzano.

## Geografia fisica
Il comune ha una estensione territoriale di 7,21 km². Il punto altimetricamente più elevato è il monte Campo Grande (505 m s.l.m.), rilievo dei Colli tortonesi, da cui nasce il torrente Ossona che dopo una quindicina di chilometri sfocia nello Scrivia presso Tortona.

## Origini del nome
Il toponimo Castellania compare nei documenti solo dopo il XV secolo: secondo alcuni deriverebbe della presenza della fortezza di Sant'Alosio, mentre secondo altri deriverebbe dal nome gentilizio del capitano Castellino che sposò l'ultima discendente dei Rampini, nobile famiglia tortonese feudataria di Sant'Alosio e delle terre limitrofe a partire da una data imprecisata dopo il 1400 e sino alla soppressione del feudalesimo.

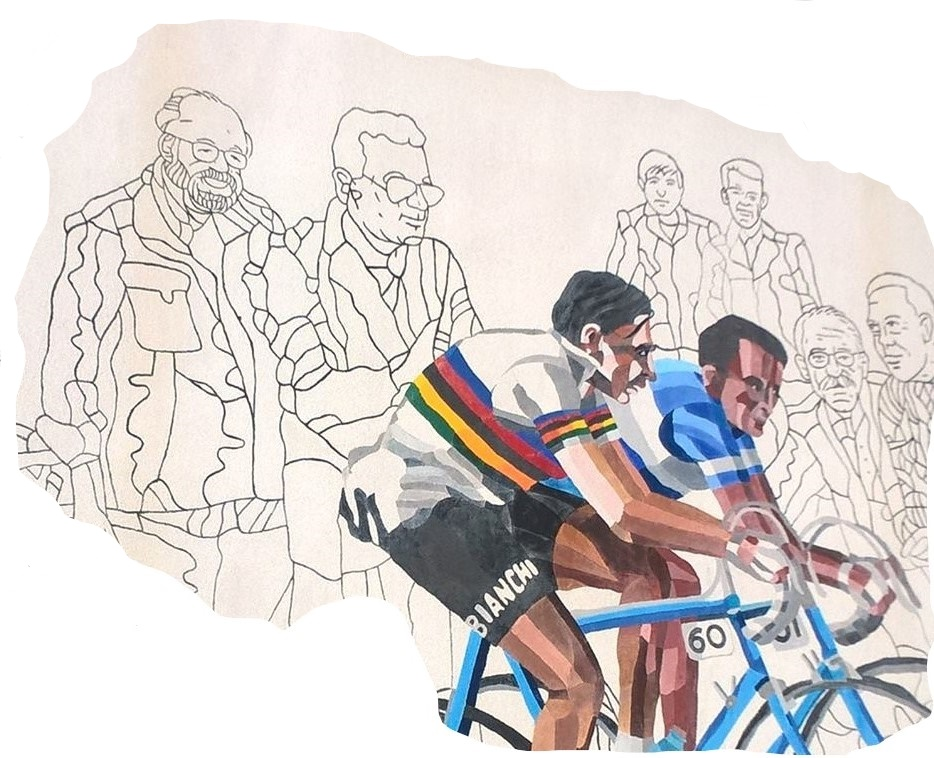
Murale a ricordo dei fratelli Coppi

Il 25 marzo 2019, in occasione del centenario della nascita di Fausto Coppi, il Consiglio regionale del Piemonte ha approvato la proposta della Giunta regionale riguardante la modifica del nome del comune: è stato aggiunto "Coppi" alla precedente denominazione "Castellania", sia per omaggiare il Campionissimo e suo fratello Serse, sia per i profondi legami del paese con la famiglia Coppi.

## Monumenti e luoghi d'interesse

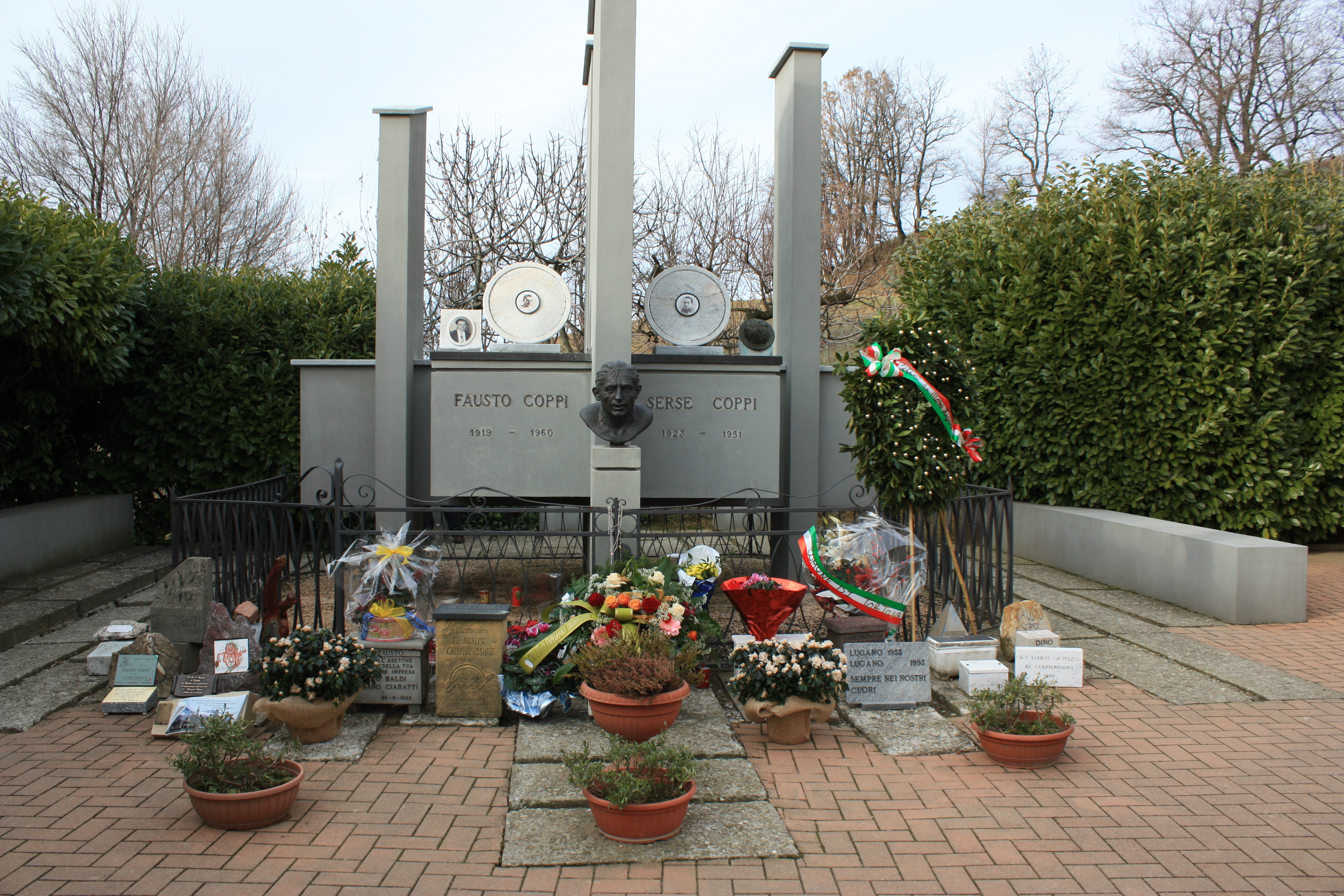
Monumento funebre dei fratelli Fausto e Serse Coppi

- Casa natale di Fausto Coppi e del fratello Serse.
- Monumento ai fratelli Coppi.
- Nella località di Sant'Alosio, attuale frazione del comune di Castellania Coppi,  era presente antico castello di cui oggi rimangono solamente due torri a pianta quadrata, una delle quali fu abbassata nel 1948. Il castello fu infeudato dal vescovo di Tortona alla famiglia de Sant’Alosio nota dal XIV secolo come Rampini. Nel 1286 è citato Gilo di Sant’Alosio come possessore di beni nell’alta valle Ossona. La famiglia Rampini, suddivisa in più rami già nel XIV secolo, nel 1380 otteneva un diploma di esenzione da Gian Galeazzo Visconti per la loro fedeltà alla causa ghibellina. Il castello fu costruito nella seconda metà del XIII secolo, infatti nel 1391 risulta che  gli abitanti del luogo fossero tenuti da più di cento anni a prestare servizio di guardia e a svolgere opere di manutenzione ai fossati. La torre più antica presenta una serie di archetti pensili in cotto molto simili a quelli presenti sulla torre del castello di Novi Ligure edificata nel 1233. Nel XV secolo Sant'Alosio conobbe un'epoca di grande splendore. Qui nacque Enrico Rampini, uomo di somma pietà e studio, che fu Vescovo di Tortona, quindi di Pavia e di Milano, infine passò a Roma dove fu nominato Cardinale e morì nel 1450.  Sant'Alosio diede i natali pure a Marziano di Tortona, che fu precettore e consigliere di Filippo Maria Visconti. Il castello fu abitato da un ramo dei Rampini fino alla seconda metà del XVII secolo, quando a causa del loro trasferimento definitivo a Villaromagnano, il complesso fortificato fu abbandonato e cadde in rovina.

### Evoluzione demografica
Dal primo censimento, Castellania, ha perso circa l'80% della sua popolazione.
Con i suoi soli 91 abitanti (anno 2013) è il terzo comune meno popolato della provincia (dopo Carrega Ligure e Malvicino)
Abitanti censiti

### Tradizioni e folclore
Nel comune si tengono due tradizionali sagre, in località Sant'Alosio: una grigliata, il pomeriggio di Ferragosto ed una sagra dei Bolliti misti con salse nell'ultima domenica di agosto.

## Cultura

### Eventi
Ogni ultimo fine settimana di giugno si corre "la mitica ciclostorica di Serse e Fausto Coppi", una gara non competitiva con bici e abbigliamento d'epoca con partenza e arrivo a Castellania e quattro possibili percorsi che si snodano tra i Colli di Coppi fino a Volpedo, Tortona e Novi Ligure.

## Amministrazione
Di seguito è presentata una tabella relativa alle amministrazioni che si sono succedute in questo comune.
| Periodo        | Periodo        | Primo cittadino   | Partito                      | Carica  | Note  |
| -------------- | -------------- | ----------------- | ---------------------------- | ------- | ----- |
| 19 giugno 1985 | 27 maggio 1990 | Pietro Coppi      | Partito Socialista Italiano  | Sindaco | [ 9 ] |
| 27 maggio 1990 | 24 aprile 1995 | Pietro Coppi      | Partito Socialista Italiano  | Sindaco | [ 9 ] |
| 24 aprile 1995 | 14 giugno 1999 | Pietro Coppi      | centro-sinistra              | Sindaco | [ 9 ] |
| 14 giugno 1999 | 14 giugno 2004 | Pietro Coppi      | lista civica                 | Sindaco | [ 9 ] |
| 14 giugno 2004 | 8 giugno 2009  | Luigi Gallano     | lista civica                 | Sindaco | [ 9 ] |
| 8 giugno 2009  | 26 maggio 2014 | Sergio Vallenzona | lista civica                 | Sindaco | [ 9 ] |
| 26 maggio 2014 | 27 maggio 2019 | Sergio Vallenzona | lista civica Per Castellania | Sindaco | [ 9 ] |
| 27 maggio 2019 | 9 giugno 2024  | Sergio Vallenzona | lista civica Per Castellania | Sindaco | [ 9 ] |
| 9 giugno 2024  | in carica      | Giovanni Gugliada | lista civica Nuovi orizzonti | Sindaco | [ 9 ] |

## Sport
Il 20 maggio 2017 Castellania ha ospitato la partenza della 14ª tappa del 100º Giro d'Italia, conclusasi ad Oropa con la vittoria di Tom Dumoulin, risultato poi il vincitore finale di quell'edizione del Giro.